# Sorgenti termali taiwanesi
Dal punto di vista geologico, Taiwan fa parte della zona di collisione tra la Placca dello Yangtze e la Placca delle Filippine. La parte orientale e meridionale dell'isola rappresentano l'estremità settentrionale della Cintura Mobile delle Filippine.
Situata accanto a una fossa oceanica e a un sistema vulcanico in una zona di collisione tettonica, Taiwan ha sviluppato un ambiente unico che produce sorgenti ad alta temperatura con acqua cristallina, di solito sia pulita che sicura da bere. Queste sorgenti termali non sono solo limpide e potabili, ma sono anche usate comunemente come stazioni termali e di villeggiatura.

## Storia

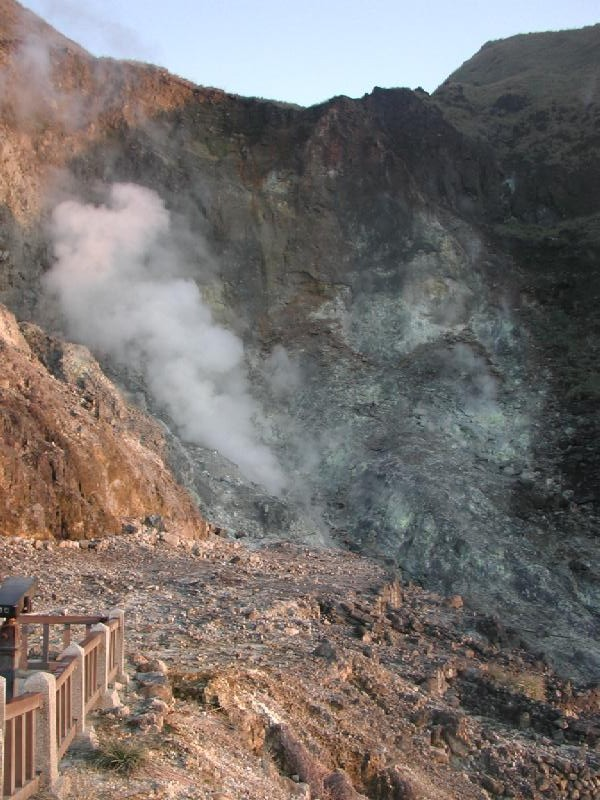
Veduta più ravvicinata delle sorgenti termali sul Monte delle Sette Stelle localizzate a Yangmingshan

La prima menzione delle sorgenti termali di Taiwan venne da un manoscritto del 1697, Beihai Jiyou (裨海紀遊), ma esse non si svilupparono fino al 1893, quando un uomo d'affari tedesco scoprì Peitou e stabilì in seguito una piccola stazione termale locale. Sotto il dominio giapponese, il governo promosse costantemente e potenziò ulteriormente le sorgenti termali naturali. Il dominio giapponese portò con sé la ricca cultura degli onsen delle immersioni nelle sorgenti, che ebbe grande influenza a Taiwan. 
Nel marzo 1896, Hirado Gengo di Osaka, Giappone, aprì il primo albergo termale di Taiwan, chiamato Tenguan. Egli non solo inaugurò una nuova era di bagni termali a Beitou, ma spianò anche la strada ad un'intera nuova cultura delle sorgenti termali a Taiwan. Nella cultura giapponese degli onsen, si sostiene che le sorgenti termali offrano molti benefici per la salute. Oltre ad aumentare i livelli di energia, si suggerisce comunemente che i minerali nelle acque aiutino a trattare la fatica cronica, l'eczema o l'artrite.
Durante il dominio giapponese, le quattro principali stazioni termali a Taiwan erano Beitou, Yangmingshan, Guanziling e Sichongxi. Tuttavia, sotto l'amministrazione della Repubblica di Cina (RDC) iniziata nel 1945, la cultura delle sorgenti termali a Taiwan perse gradualmente slancio. Fu solo nel 1999 che le autorità riprese la promozione su larga scala delle sorgenti termali di Taiwan, dando vita a un rinnovato interesse per le stazioni termali.
In anni recenti, le stazioni termali e di villeggiatura a Taiwan hanno guadagnato più popolarità. Con il sostegno del governo, le terme sono diventate non soltanto un'altra industria, ma ancora una volta parte della cultura taiwanese.
Taiwan ha una delle più alte concentrazioni (più di 100) e varietà di sorgenti termali del mondo, che vanno dalle sorgenti calde a quelle fredde, dalle sorgenti di fango alle sorgenti calde sul fondo del mare.

## Tipi di sorgenti
- Sorgenti di carbonato di sodio
- Sorgenti sulfuree
- Sorgenti ferrose
- Sorgenti di bicarbonato di sodio
- Sorgenti di fango: l'acqua delle sorgenti contiene alcali e iodio, è salata e ha un lieve odore solforico
- Sorgenti saline o di solfuro di idrogeno

## Elenco parziale di località termali a Taiwan
- Jiaoxi
- Beitou
- Jhiben
- Yangmingshan
- Guanziling
- Sichongxi
- Wulai

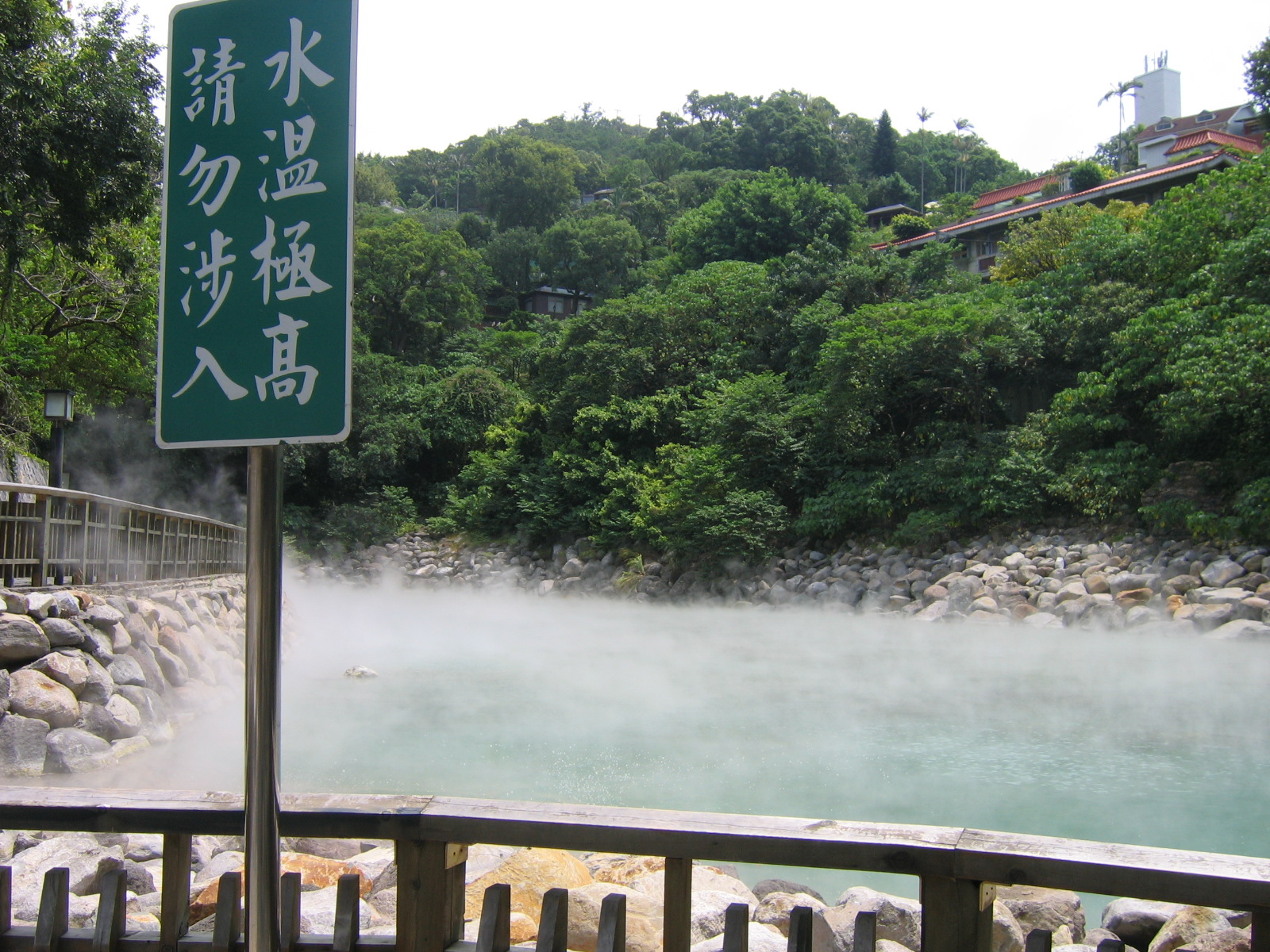
Hot Spring Valley in Beitou

- Green island — le stazioni termali sottomarine esistono soltanto in Italia, in Giappone e a Taiwan.